# Омер и сын звёзд
«Омер и Сын Звезд» (фр. Omer et le Fils de l'Étoile) — это приключенческий мультипликационный сериал, созданный под руководством французского режиссёра Фредерика Коскаса, а также Ричарда Бессиса и Бернарда Дейрие. Было создано двадцать шесть эпизодов, по двадцать шесть минут каждый, первый из которых был представлен публике 8 января 1992 года. Мультсериал транслировался сначала по местному частному каналу "Canal+", а потом и по общедоступному каналу "TF1". В России транслировался по каналу "ТВ6" также в девяностые годы.

## Описание
Маленький червячок по имени Омер живёт на Земле вместе со своим другом Хутом, филином-философом. Земля захвачена злыми силами, но надежда теплится благодаря пророчеству о спасителе, которого называют "Сыном Звезд". Однажды огромный алмаз буквально падает с небес и осыпает Омера звёздной пылью. Тот начинает светиться и обретает способность летать. Одновременно с алмазом появляется Дэн, тот, о ком было сказано в пророчестве. В начале Дэн ведёт себя несуразно, ведь он ничего не знает о жизни здесь. Оба друга, филин и червячок, осознают, что на них ложится ответственность за образование молодого человека, а также необходимость приложения собственных сил. Заручившись помощью Ома (слепого старца и мудрого обезьяноподобного существа) и Стеллы (морской звезды), они пытаются спасти Сирену (русалку) и уничтожить Моргана, воплощение тёмных сил, а также сражаются с Гадиками (семь довольно глупых существ, каждое из которых отщепенец отдельно взятого народа).
Всего на Земле проживает одиннадцать народов, и как только Сын Звезд выполнит главную задачу и соберёт всех Волшебников, по одному от каждого народа, люди по всему земному шару наконец станут людьми и обретут свободу.

## История создания
Мультсериал был выпущен в девяностые годы. После того как пожар на телестудии уничтожил все плёнки с ним, он уже не подлежал восстановлению. В интернете имеются записи пятнадцати серий на украинском языке с русскими субтитрами.

## Список серий
1. Пророчество
2. Одна из четырёх статуй
3. Большой уход
4. Город Перентийцев
5. Двенадцать сознаний
6. Город Троуллонов
7. Чёрная гидра(?)
8. Город Торнболов
9. Звёздный корабль(?)
10. Сердце эльфов
11. Город Ронфлонов
12. Спутник Морхана
13. Город Мело
14. Магической круг
15. Город Моков
16. Комета Такай
17. Город Клап-Трапов
18. Мут-Муты
19. Звёздный корабль(?)
20. Книга Света
21. Уликанты - люди песка
22. Сын Мрака
23. Сирена
24. Медуза
25. Двенадцатый волшебник
26. Последняя битва

## Персонажи
- Дэн, Сын Звезд
- Омер, червячок
- Хут, филин
- Морхан
- Эранда
- Бигелоу
- Вайрус
- Бобард
- Мэлоу
- Мок
- Джитэрс
- Ронфлетт
- Стэлла
- Сирена
- Ом